# آيت بوجعفر الجنوبية (تمزوزت)
آيت بوجعفر الجنوبية هي إحدى مشيخات المملكة المغربية، تتبع جغرافيا لإقليم الحوز وإداريًا لتمزوزت. يقدر عدد سكانها بـ 5177 نسمة حسب الإحصاء الرسمي للسكان والسكنى لسنة 2004.